# Hydroxyketony
Hydroxyketony jsou ketony, které kromě karbonylové skupiny obsahují ještě alespoň jednu hydroxylovou skupinu navázanou na jiný atom uhlíku. Patří sem také monosacharidy ketózy, což jsou alifatické ketony s více hydroxylovými skupinami v molekule.

## Dělení

### Podle uhlíkového řetězce
Podle vzhledu uhlíkového řetězce se hydroxyketony dělí na alifatické, alicyklické a aromatické.

### Podle počtu hydroxylových skupin
Podle počtu hydroxylových skupin se hydroxyketony dělí takto
- monohydroxyketony (1 hydroxyl)
- polyhydroxyketony (více hydroxylů)
  - dihydroxyketony (2 hydroxyly)
  - trihydroxyketony (3 hydroxyly) atd.

## Vznik
Hydroxyketony lze vyrobit oxidací sekundárního alkoholového hydroxylu u vícesytných alkoholů, např. z propylenglykolu vznikne monohydroxyaceton:
2 CH3CH(OH)CH2(OH) + O2 → 2 CH3COCH2OH + 2 H2O
, z glycerolu vznikne dihydroxyaceton:
2 CH2(OH)CH(OH)CH2(OH) + O2 → 2 CH2(OH)COCH2OH + 2 H2O. 

## Příklady
- monohydroxyketony
  - monohydroxyaceton
- polyhydroxyketony (zde uvedeny pouze alifatické polyhydroxyketony, tj. monosacharidy)
  - dihydroxyaceton
  - erythrulóza
  - ribulóza
  - xylulóza
  - fruktóza
  - psikóza